# Ferdinand Barth (rzeźbiarz)
Ferdinand Barth (ur. 11 listopada 1842 w Partenkirchen, zm. 30 sierpnia 1892 tamże) – niemiecki rzeźbiarz, grafik i pedagog.
Pochodził z mieszczańskiej rodziny, pierwsze przejawy jego talentu wiążą się z rzeźbieniem w drzewie w dzieciństwie. Wyjechał do Norymbergi, gdzie studiował pod kierunkiem Augusta von Kierlinga. Brak funduszy zmusił Ferdinanda Bartha do przerwania studiów, wyjechał do Monachium i uczęszczał na prywatne lekcje u Ludwiga Foltza i Josepha Knabla. Pierwszą pracę zarobkową znalazł podczas odbudowy Katedry Najświętszej Marii Panny w Monachium, pracował również dla wydawnictwa Braun & Schneider jako grafik. Jego rysunki zdobiły popularny, humorystyczny tygodnik „Fliegende Blätter”. W tym czasie poznał Carla Theodora von Piloty, którego twórczość zrobiła na Ferdinandzie Barthu duże wrażenie. Pobierając u niego lekcje zaczął stosować bogatą formę i kolorystykę swoich prac. Uczestnictwo w kampaniach wojennych 1866 (Wojna prusko-austriacka) i 1870/1871 (Wojna francusko-pruska) miało ogromny wpływ na tematykę prac artysty, ale nie były to sceny wojenne. Od 1873 znacząco ograniczył twórczość na rzecz pracy pedagogicznej, został profesorem monachijskiej Akademii Sztuk Pięknych Po rozpoczęciu pracy pedagogicznej tworzył rysunki na opakowaniach, projekty biżuterii oraz malował na szkle. Był autorem projektu obrazów ściennych oraz czterech dużych obrazów namalowanych na potrzeby macierzystej uczelni.